# Право на прыжок
«Право на прыжок» — художественный фильм режиссёра Валерий Кремнёва. Премьера состоялась 30 апреля 1973 года. Прототипом главного героя — Виктора Мотыля — был Валерий Брумель, участвовавший в написании сценария.

## Сюжет
Рекордсмен по прыжкам в высоту Виктор Мотыль (Мартынов) имеет всё — мировую славу и любимую девушку (Васильева). Но однажды он попадает в автомобильную катастрофу. Вердикт врачей неутешительный — завершение карьеры. Но, вопреки советам докторов, он пытается вернуться в большой спорт. Случай сводит Мотыля с хирургом экспериментального метода Гараниным (Лев Круглый), который не гарантирует успешный исход лечения. В это время на первые роли в сборной выходит другой молодой спортсмен — Валентин Гришанов. Вместе с восстановившимся Мотылём они едут на международный турнир.

## В ролях
- Александр Мартынов — Виктор Мотыль
- Татьяна Васильева — Катя (в титрах — Татьяна Ицыкович)
- Владимир Заманский — старый тренер
- Роман Громадский — Сергей Княжин
- Лев Круглый — Гаранин
- Юрий Соломин — новый тренер
- Ивар Калныньш — Валентин Гришанов
- Игорь Кузнецов — Стиг Петерсон
- Зоя Исаева — администратор в гостинице
- Светлана Кетлерова — девушка в гостинице
- Елена Максимова — нянечка в больнице
- Владимир Плотников — «Щербатый», одноклассник Мотыля
- Татьяна Егорова — журналистка, берущая у Мотыля интервью (в титрах отсутствует)
- Харий Швейц — Саня, метатель молота (озвучил Юрий Волынцев)
- Ольга Матешко — журналистка в красном платье
- Родион Александров — болельщик на киевском стадионе

## Съёмочная группа
- Сценаристы: Александр Лапшин, Валерий Брумель
- Режиссёр-постановщик: Валерий Кремнёв
- Оператор: Роман Веселер
- Художник-постановщик: Вадим Кислых
- Композитор: Альфред Шнитке